# Pompília (gens)
Pompília (em latim: Pompilia, pl. Pompilii) era uma família plebeia da Roma Antiga durante a época da República Romana. O mais ilustre membro dos Pompílios foi Numa Pompílio, o segundo Rei de Roma. Além dele, o único outro membro desta gens a alcançar alguma proeminência no estado romano foi Sexto Pompílio, que foi tribuno da plebe em 420 a.C. Entretanto, outros romanos com este nome são encontrados ocasionalmente ao longo da história da República. 

## Origem
O primeiro e mais ilustre dos Pompílios em Roma foi Numa Pompílio, o segundo Rei de Roma. Pompílio provavelmente era um sabino, era conhecido por sua sabedoria, e vivia na cidade de Cures na época da morte de Rômulo. A tradição contada pelos historiadores romanos é que a escolha de um estrangeiro em vez de um romano foi incentivada pela considerável população sabina de Roma. Os sabinos gozavam de status igual aos habitantes latinos em Roma, e tiveram o seu próprio rei, Tito Tácio, que governou ao lado de Rômulo durante parte de seu reinado. Tácio morreu num motim alguns anos antes, e os sabinos em Roma estavam ansiosos para serem governados mais uma vez por um de seus parentes.  
Uma prática comum durante o período da República era reivindicar descendência de figuras associadas à fundação de Roma, por exemplo dos companheiros de Eneias, ou de indivíduos que viveram na época dos reis. Pelo menos cinco famílias proeminentes alegaram ser descendentes de Numa Pompílio. Mas não se sabe se os Pompílios o fizeram, se sim, essa tradição não sobreviveu.     
O nome Pompílio é um sobrenome patronímico, baseado no prenome sabino Pompo, que é o cognato oscano do prenome latino Quinto, cujo significado é "quinto". O equivalente latino de Pompílio era, portanto, Quintílio, e de fato havia uma família com esse nome em Roma. Os Pompônios alegaram ser descendentes de um irmão de Numa cujo nome era Pompo. Os nomes da gente Pompônia quanto os da família Pompeia são ocasionalmente confundidos com Pompílio pelos escritores antigos. 

## Membros

### A família de Numa
- Pompo Pompílio, pai do rei Numa.
- Numa Pompílio Pomponis f., o segundo Rei de Roma .
- Mamerco Pompílio Numas f. Pomponis n., reivindicado como ancestral da gens Emília .
- Pompo (Pompílio) Numas f. Pomponis n., reivindicado como ancestral da gens Pompônia.
- Calpo (Pompílio) Numas f. Pomponis n., reivindicado como o ancestral da gens Calpúrnia.
- Pino (Pompílio) Numas f. Pomponis n., reivindicado como ancestral da gens Pinária; mas os Pinários tinham outra tradição, segundo a qual sua família se originou muito antes da fundação da cidade.
- Pompília Numae f. Pomponis n., casou-se com Numa Marcius, um dos companheiros de Numa Pompilius, que se tornou o primeiro Pontifex Maximus. Ancus Marcius, o quarto rei de Roma, era filho do mais jovem Márcio e de Pompília.

### Outros
- Sexto Pompílio, tribuno da plebe em 420 a.C. [9]
- Pompílio, um eques mencionado como amigo de Catilina. [10]
- Marco Pompílio Andrônico, sírio de nascimento, ensinou retórica em Roma no início do século I a.C. [11]
- Pompílio Rufo, instruído por Marco Aurélio sobre como dispor de uma propriedade, cujo proprietário havia alforriado seus escravos por testamento, mas que não tinha descendentes para efetivar o testamento. [12]